# 高山 (馬)

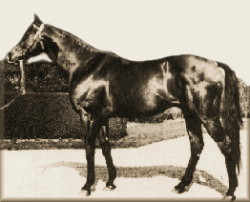
高山

高山（Djebel、1937年 - 1958年）是法國生產及訓練的純種競賽馬匹，為近代三大純種馬始祖之一拜耶爾土耳其的父線血緣的重要支柱。。

## 競賽成績
競賽生涯獲22戰15冠3亞佳績，曾獲最佳兩歲馬殊榮。

## 配種馬成績
高山的配種成績亦非常出色，奪得1947-1949,1956法國最佳種馬。高山的出現更得以把三大始祖拜耶爾土耳其這父線發揚光大。
其最優秀子嗣有My Babu及後代澳洲一代種馬Century，Century的出現對澳洲賽馬擁有極大的貢獻。

## 外部連結
- 血統表 （页面存档备份，存于）